# 安梅勅江
安梅 勅江（あんめ ときえ）は、日本の保健学者。筑波大学大学院 人間総合科学学術院 教授。学位は保健学博士（東京大学・1989年）。専門はエンパワメント科学、生涯発達ケア科学など。

## 人物・来歴
北海道生まれ。1980年、静岡県立沼津東高等学校 卒業。1984年、東京大学医学部保健学科 卒業。1989年、東京大学大学院医学系研究科 博士課程修了、保健学博士取得。1989年、国立身体障害者リハビリテーション研究所、1992年、米国社会サービス研究所 客員研究員、1995年、東京大学医学部 講師（併任）。1999年、イリノイ大学 客員研究員、2001年、浜松医科大学 教授を経て、2006年からは、筑波大学大学院 人間総合科学学術院 ゲノム環境医学 国際発達ケア：エンパワメント科学 教授。
ほかに「みらいエンパワメントカフェ」「保育パワーアップ研究会」「エンパワメント教育研究フォーラム」を主宰。東京大学医学部 非常勤講師、国際保健福祉学会(Systems and Empowerment Sciences for Lifespan Development, SYSTED) 会長、日本保健福祉学会 会長、公益財団法人 生存科学研究所 理事なども務めている。

## 著書
- 『共創ウェルビーイング　みんなでつむぐ幸せのエンパワメント科学』（日本評論社、2024年）
- 『エンパワメントの理論と技術に基づく共創型アクションリサーチ』北大路書房〈その他〉、2021年3月5日。ISBN 978-4762831478。
- 『子どもの未来をひらく エンパワメント科学』（日本評論社、2019年）
- 『いのちの輝きに寄り添うエンパワメント科学』（北王路書房、2014年）
- 『Creating Empowerment in Communities: Theory and Practice from an International Perspective』（ NOVA、2019年)
- 『Empowerment Sciences for Professionals: Enhance Inclusion and A World of Possibilities』（日本小児医事出版社、2018年）
- 『エンパワメントのケア科学』（医歯薬出版、2004年）
- 『コミュニティ・エンパワメントの技法』（医歯薬出版、2005年）
- 『子育ち環境と子育て支援』（勁草書房、2004年）
- 『ヒューマンサービスにおけるグループインタビュー法　基礎編　活用編　論文編』（医歯薬出版、2001、2003、2010年）
- 『エンパワメントのコツ18条、みらいエンパワメント探検に出かけよう、エンパワメントえんへようこそ（絵本）』『エンパワメントの魔法、エンパワメントのプロになろう（コミック）』『エンパワメントストーリー(動画)』『エンパワメントカルタ(ひらがな、英語）』（エンパワメント教育研究フォーラム、フリーコンテンツ、2021、2022、2023年）

など

## 所属学会
- 日本保健福祉学会